# 土屋隆俊
土屋隆俊（つちや たかとし、1977年 - ）は、日本の映像ディレクター。株式会社館岡事務所所属。

## 人物
静岡県沼津市出身。2000年、日本大学芸術学部放送学科卒業後、株式会社セップ入社。2003年に独立し、フリーランスとして活動開始。2008年、株式会社館岡事務所所属。主に音楽のプロモーションビデオを中心とした映像を手掛けている。

## 作品

### CM
- P&G「ジレット プログライド」
- 本田技研工業「Honda meets Music」
- 明治製菓「エッセルスーパーカップ・エッセルスマイル篇」
- 森永製菓「企業・スマイル太田」
- ドミノ・ジャパン「子ども広報室 むかしむかし」
- デサント「ルコックスポルティフ・LOVE GOLF」
- ベネッセコーポレーション「サンキュ！・みんなのサンキュ！」
- オムロン「サンリオフォトスタジオ・いつもきねんび篇」
- 八十二銀行「かん太くんカード・腹筋篇」
- 三菱電機「FOMA D704i・Magazine篇」
- エムズホーム「エムディア・ストレートトーク篇」
- 夢ハウス「郷の家・樹齢篇/シャボン玉篇」
- DyDo「D-1 coffee・新庄到着篇/記者会見篇」
- 全国専門広報研究会「中西学園・夢、応援宣言！編」
- 日比谷シャンテ「シャンテバザール・芝生編/部屋編」
- belleVie赤坂「ボウリング編/怒るOL編/エスカレーター編/変身編」
- sunsorit「Skin Peel Bar・洗顔篇」
- dip CORPOLATION「企業・広末涼子編」
- 札幌シャンテ「札幌シャンテ誕生・パネル編」

### MV
- 青山テルマ「一生仲間」
- =LOVE「=LOVE」「届いてLOVE YOU♡」
- AKB48グループ
  - AKB48「ウインクは3回」「秘密のダイアリー」「ハートの脱出ゲーム」「チューインガムの味がなくなるまで」「初めてのドライブ」「挨拶から始めよう」「さよならサーフボード」「365日の紙飛行機」「恋をすると馬鹿を見る」「抑えきれない衝動」
  - SKE48 「青空片想い」
  - NMB48「母校へ帰れ!」
  - HKT48「片思いの唐揚げ」「メロンジュース」「ウィンクは3回」「桜、みんなで食べた」「生意気リップス」「微笑みポップコーン」「しぇからしか!」「夢見るチームKIV」「HKT城、今、動く」「夢ひとつ」「僕だけの白日夢」「止まらない観覧車」
  - SDN48「Everyday、カチューシャ（SDN48 ver.）」
  - Not yet「西瓜BABY」
- Every Little Thing「宙 -そら-」
- 大塚愛「バイバイ」
- 上地雄輔「ひまわり」「たんぽぽ」「ミツバチ」
- 川嶋あい「たったひとつの場所」
- キセル「サイレン」
- Qyoto「『太陽もひとりぼっち』directed  by  土屋隆俊」
- コアラモード.「未来」
- GOING UNDER GROUND「VISTA」
- KOKIA「愛のメロディー」
- 国生さゆり「バレンタイン・キッス2007」
- コレって恋ですか?「シンキロウ」
- 酒井法子「世界中の誰よりきっと」
- ザ・コインロッカーズ「泣かせてくれないか?」
- SunSet Swish「PASSION」「I Love You」「ありがとう」「さくらびと」
- 柴田淳「あなたの手」
- 清水翔太「さよならはいつも側に」
- SixTONES「FASHION」
- スマイレージ「同じ時給で働く美人ママ」「スキちゃん」
- スムルース「冬色ガール」「スーパーカラフル」「LIFEイズ人生」
- ZEBRAHEAD「INTO YOU（world ver.）」
- タイナカサチ「また明日ね」「もうキスされちゃった」
- タカチャ「MOVIN!」「Riding in You」
- 竹達彩奈 「齧りかけの林檎」
- DEEP SQUAD「VIVA SUMMER!!!!!!」
- DEEN「永遠の明日」「Celebrate」「夢の蕾」「Smile Blue」「君が僕を忘れないように 僕が君をおぼえている」「記憶の影／遊びにいこう！」
- D-51「Travelers of life」
- 東方神起「Road」
- ドリームパスポート「Everybody Jump!」「OH!!Summer!!」「トけない魔法」「夢限大」「Love Sunshine」
- 西野カナ「あなたの好きなところ」
- 秦基博「風景」
- halca「瞬間最大風速[2]」
- ハレンチ☆パンチ「急上昇JUMP↑」
- FUNKY MONKEY BABYS「告白」「希望の唄」「この世界に生まれたわけ」「涙」「ランウェイ☆ビート」他
- 風味堂「ファイト」
- 堀江由衣「ずっと」「バニラソルト」「JET!!」
- 松山千春「祈り」「都会の天使」
- 森山直太朗「日々」「どこもかしこも駐車所」「若者たち」「生きる(って言い切る)」「12月(2016 ver.)」
- 山崎まさよし「Heart of Winter」「sad island」
- YUI 「Please Stay With Me」
- Little Glee Monster「だから、ひとりじゃない」
- WISE「ふりむかないで feat.Hiromi」「会えなくても feat. 西野カナ」「By your side feat.西野カナ」
- WEST.「傷だらけの愛」

### SHORT FILM
- 美少女Films「U-15:永遠」「U-15:卒業」
- MTV short story「HONDA movin'you : collaboration」
- auショートムービー「料理は愛情」

「ひとりだけのクリスマス」
「はじめてのラブレター/全4話」
- 欅坂46 長沢菜々香 「私の夢」

### LIVE DVD
- DEEN「DEEN at 武道館 NO CUT」
- FUNKY MONKEY BABYS「お前たちとの道 日本武道館」
- KOKIA「ワールドツアードキュメント KOKIA in Paris」「The Voice」「10th Anniversary」
- 平川地一丁目「平川地一丁目百科」
- スムルース「天狗 vol.1」
- 夏川りみ「歌さがしの旅 2008-2009」
- Sonar Pocket「ソナポケイズム DE LA SPECIAL ～冬の陣～ in 日本ガイシホール」

など多数